# لذت بعد از ظهر (فیلم)
لذت بعد از ظهر (انگلیسی: Afternoon Delight) فیلمی در ژانر کمدی-درام است که در سال ۲۰۱۳ منتشر شد.

## بازیگران
- جونو تیمپل
- کاترین هان
- انی مامولو
- جین لینچ
- جاش ردنر
- مارشال منش
- جاش استمبرگ